# Can Rius (Castellterçol)
Can Rius era una obra eclèctica de Castellterçol (Moianès) inclosa a l'Inventari del Patrimoni Arquitectònic de Catalunya.

## Descripció
Casa situada entre partes mitgeres al centre històric de Castellterçol. Constava de planta baixa i dos pisos i la coberta era a dues vessants. La composició era simètrica. Al segon pis s'obria una galeria amb una balustrada decorada amb motius vegetals i rodes. A la planta baixa hi havia una botiga.